# Juin 1942
Les événements concernant la Seconde Guerre mondiale sont détaillés dans l'article Juin 1942 (Seconde Guerre mondiale).

## Événements
- 2 juin : le parlement mexicain déclare la guerre à l'Allemagne.

- 3 - 7 juin : la flotte japonaise est battue par les forces américaines lors de la bataille décisive de Midway au nord-ouest d’Hawaii.

- 5 juin :
  - Départ du 2e convoi de déportation des Juifs de France de Compiègne vers Auschwitz : 1000 déportés, 32 survivants à la Libération.
  - Le Mexique signe la déclaration de l’ONU, et une complète coopération militaire avec les États-Unis prend effet en 1943. Un escadron d’avion de combat est envoyé dans le Pacifique[1].

- Décret du 6 juin 1942 en France

- 7 juin : débarquement japonais dans les Aléoutiennes.

- 10 juin : en représailles à l'assassinat de Reinhard Heydrich, le village de Lidice est rasé, les hommes tués et les femmes déportées, les enfants tués ou placés en « rééducation » dans des familles de SS.

- 11 juin[2] : pacte signé entre le gouvernement mexicain et la CTM, engageant la Confédération à ne pas organiser de grève pendant la guerre.

- 12 juin : la seconde version du Generalplan Ost est ratifiée : il prévoit de déporter 51 millions de Polonais, de Tchèques, de Biélorusses et d’Ukrainiens vers la Sibérie.

- 16 juin : rencontre Laval-Sauckel le principe de la Relève est accepté.

- 18 juin : début du projet Manhattan.

- 20 juin, Canada : un sous-marin japonais attaque un phare sans faire de dommage à Estevan Point en Colombie-Britannique.

- 21 juin : les troupes de Rommel capturent Tobrouk et font 25 000 prisonniers. Rommel est promu maréchal dès le lendemain.

- 22 juin :
  - Départ du 3e convoi de déportation des Juifs de France, du camp de Drancy vers Auschwitz : 1000 déportés, 24 survivants à la Libération.
- France : Pierre Laval annonce à la radio la mise en place de la Relève : pour trois travailleurs français partant en Allemagne, un prisonnier sera libéré. Il déclare « je souhaite la victoire de l’Allemagne, parce que sans elle le bolchevisme s’installerait partout ».

- 25 juin : départ du 4e convoi de déportation des Juifs de France, du camp de Pithiviers vers Auschwitz : 1000 déportés, 24 survivants à la Libération.

- 26 juin :
  - la BBC annonce que 700 000 Juifs ont été assassinés par les Nazis, en se basant sur les informations transmises par la résistance polonaise.
  - Premier vol du prototype du chasseur embarqué Grumman F6F Hellcat.

- 27 juin : départ de Reykjavik du convoi de l'Arctique PQ 17.

- 28 juin :
  - Départ du 5e convoi de déportation des Juifs de France, du camp de Beaune-la-Rolande vers Auschwitz : 1004 déportés, 35 survivants à la Libération.
  - L'Opération Bleue, le plan allemand pour prendre Stalingrad et les gisements de pétrole russes dans le Caucase, commence.

## Naissances
- 1er juin : Alberto Radius, chanteur italien († 16 février 2023).

- 3 juin : Curtis Mayfield, chanteur et musicien américain.

- 5 juin : 
  - Teodoro Obiang Nguema Mbasogo, homme politique équatoguinéen, président de la République de Guinée équatoriale depuis 1979.
  - Luciano Canfora, historien, philologue et universitaire italien, spécialiste de l'Antiquité.

- 6 juin : Norberto Rivera Carrera, cardinal mexicain, archevêque de Mexico.

- 8 juin : Byun Hee-bong, acteur sud-coréen († 18 septembre 2023).

- 10 juin :
  - Petr Klimouk, cosmonaute soviétique.
  - Preston Manning, fondateur et chef du Parti réformiste du Canada et l'Alliance canadienne.

- 18 juin : 
  - Paul McCartney, chanteur et bassiste britannique du groupe The Beatles.
  - Thabo Mbeki, homme politique sud-africain.

- 19 juin : Mouammar Kadhafi, homme d'État libyen († 20 octobre 2011).

- 20 juin :
  - Raphaël Rebibo, réalisateur, scénariste et producteur de cinéma franco-israélien
  - Brian Wilson, chanteur et producteur du groupe The Beach Boys († 11 juin 2025).
  - Monique Cerisier-ben Guiga, femme politique française († 9 mai 2021).

- 24 juin : Gerhard Roth, écrivain et scénariste autrichien († 8 février 2022).

- 25 juin :
  - Joe Chambers, batteur de jazz américain.
  - Michel Tremblay, écrivain.

- 26 juin : Gilberto Gil, chanteur brésilien.

- 27 juin : Jérôme Savary, metteur en scène français.

- 30 juin : Jean-Baptiste Ouédraogo, homme politique burkinabé.

## Décès
- 4 juin :
  - Reinhard Heydrich, officier militaire nazi (exécuté par la Résistance tchèque).
  - Mordechai Gebirtig, compositeur et poète polonais (° 1877).

- 9 juin : Maurice Wilmotte, romaniste belge (° 11 juillet 1861).

- 17 juin : Charles Fitzpatrick, juge à la cour suprême du Canada.

- 30 juin : Léon Daudet, écrivain et homme politique français (° 16 novembre 1867).